# Moisés el Moro
San Moisés el Negro (también conocido como Moisés el Etíope o Moisés el Moro; 330-405) fue un mártir egipcio de los primeros siglos del cristianismo, ligado desde tiempos remotos a la idea de renegar de la violencia incluso a costa de la propia vida.

## Vida y obra
Moisés nació en Egipto y era un esclavo de origen etíope que ya de joven huyó y se convirtió en bandido. Se hizo líder de una cuadrilla que aterrorizaba el valle del Nilo. Una vez le ocurrió que, huyendo de las autoridades, encontró refugio en una colonia de monjes en el desierto al oeste de Alejandría.
La paz de la vida monástica y la benevolencia de los monjes le conmovió tanto que se arrepintió de sus crímenes [cita requerida] y decidió quedarse con ellos. Con el tiempo tomó los hábitos y fue ordenado primero diácono y luego sacerdote. Los monjes del desierto le hicieron su líder debido a la experiencia y cualidades espirituales que poseía. Cuando una vez llegó a saber que su monasterio iba a ser atacado por los bandidos, les dijo a los monjes que no rechazaran al enemigo, sino que evitaran cualquier violencia y se escondiesen en un lugar seguro, mientras que él se quedó, acompañado por unos discípulos suyos, para encontrar la muerte de las manos del oficio que él mismo tuvo de joven. Él y otros seis monjes murieron como mártires a manos de los bandidos poco después del año 400. Hoy día sus reliquias reposan en el monasterio de Paromeos en el norte de Egipto junto a las de su tutor espiritual San Isidoro de Scete.

## Legado
Una interpretación actual considera a San Moisés como apóstol de la no violencia. Es venerado en la Iglesia copta, la Iglesia ortodoxa, la Iglesia católica, las Iglesias ortodoxas orientales y la Iglesia luterana (figura en el Calendario de Santos Luterano).